# 33. østlige længdekreds
Den 33. østlige længdekreds (eller 33 grader østlig længde) er en længdekreds, der ligger 33 grader øst for nulmeridianen. Den løber gennem Ishavet, Kvitøya, Barentshavet, Fiskerhalvøen, Kolahalvøen, Hvidehavet, Rusland, Ukraine, Sortehavet, Tyrkiet, Middelhavet, Cypern, Egypten, Sudan, Sydsudan, Uganda, Victoriasøen, Tanzania, Malawi, Zambia, Mozambique, Zimbabwe, det Indiske Ocean, det Sydlige Ishav og Antarktis.